# 南聖克魯斯 (古巴)
南聖克魯斯是古巴的城鎮，位於該國中部加勒比海沿岸，属卡馬圭省，始建於1871年，面積1,122平方公里，海拔高度5米，2004年人口51,335，人口密度為每平方公里45.8人。